# カピバラ属
カピバラ属（カピバラぞく、属名：Hydrochoerus〈ヒドロコエルス〉）は、南アメリカ大陸からカリブ海のパナマに現生する、世界で最も大きい齧歯類を含むグループ。1762年にフランスのマチュラン・ジャック・ブリソンが設立。テンジクネズミ科の下位に位置する階級。

## 語源
属名の Hydrochoerus は、ギリシア語で「水」を意味する hudōr（ヒュドール）と「豚」を意味する khoiros（コイロス）に由来する。

## カピバラ属を編成する種

### 現生種
カピバラ属を編成する現生種は、カピバラとヒメカピバラの2種である。
‍
カピバラ
学名：Hydrochoerus hydrochaeris (Linnaeus, 1766)

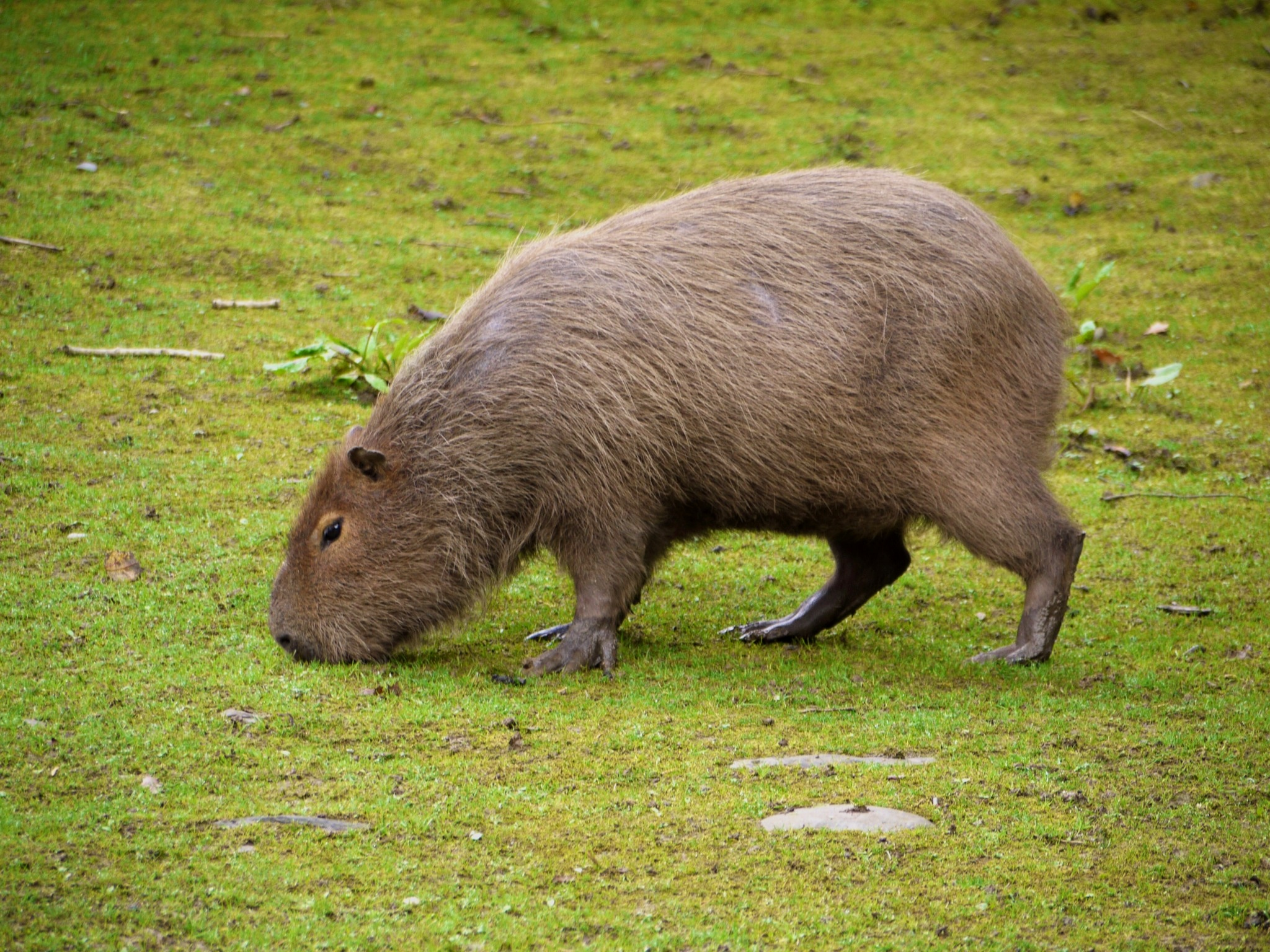
カピバラ
H. hydrochaeris Linnaeus, 1766

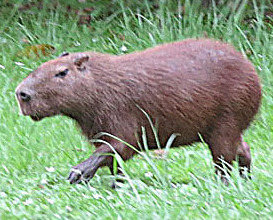
ヒメカピバラ
H. isthmius Goldman, 1912

‍
分布：ガイアナ、ベネズエラ、コロンビア、エクアドル、ペルー、ボリビア、ブラジル、パラグアイ、ウルグアイ、アルゼンチン
‍
ヒメカピバラ
学名：Hydrochoerus isthmius Goldman, 1912

‍
分布：パナマ、ベネズエラ、コロンビア
‍

### 化石種
化石が発掘されているカピバラ属の絶滅種を下記に示す。
学名：Hydrochoerus ballesterensis (Rusconi 1954)
Hydrochoerus ballesterensis（ヒドロコエルス・バッレステレンシス）は、かつて鮮新世のピアセンジアン期（360万年〜258万8,000年前）、南アメリカ大陸の南部（現在のアルゼンチン）に生息したカピバラ属の一種。化石はブエノスアイレス（ビヤ・バエステル）で発掘された。
‍
学名：Hydrochoerus gaylordi MacPhee & al., 2000
Hydrochoerus gaylordi（ヒドロコエルス・ガイロルディ）は、かつて新生代（360万年〜78万1,000年前）のカリブ海・グレナダ島（小アンティル諸島南部）に生息したカピバラ属の一種。化石はセント・ジョージ教区（ランス・オ・エピネ半島）で発掘された。
‍
学名：Hydrochoerus hesperotiganites White & al., 2022
Hydrochoerus hesperotiganites（ヒドロコエルス・ヘスペロティガニテス）は、かつて更新世（13万年〜8万年前）の北アメリカ大陸に生息したカピバラ属の一種。化石はカリフォルニア州（サンディエゴ郡）で発掘された。
‍

## データベース
- 検索ワード：Hydrochoerus
  - Mammal Species of the World （世界の哺乳類の種） / Hydrochoerus （英語）